# مزرعة دولاب الوسط (شورآب)
مزرعة دولاب الوسط (بالفارسية: مزرعه دولاب وسط) هي قرية تقع في إيران في قسم شورآب الريفي . يقدر عدد سكانها بـ 43 نسمة وتسكنها 12 عائلة .